# Limernaea picta
Limernaea picta là một loài bọ cánh cứng trong họ Cerambycidae.